# Окенцкий, Антоний Онуфрий
Антоний Онуфрий Окенцкий (13 июня 1729, Окенце — 15 июня 1793, Варшава) — государственный и церковный деятель Речи Посполитой, епископ хелмский (1771—1780) и познанский (1780—1793), канцлер великий коронный (1780—1786), консуляр Постоянного совета с 1775 года.

## Биография
Представитель польского шляхетского рода Окенцких герба «Радван». Сын Яна Окенцкого и Катарины Гжибовской, происходивших из Окенце. В 1747 году он поступил в духовную семинарию в Варшаве, где учился под руководством священников-миссионеров. 19 мая 1755 года был рукоположён в священники. Затем был секретарём епископа познанского Теодора Чарторыйского, благодаря которому получил много пребенд.
В 1767 году Антоний Окенцкий закончил обучение в Краковской Академии, защитив докторскую диссертацию по праву. В том же году епископ Теодор Чарторыйский назначил его на должность провинциала (начальника) варшавского округа. Исполняя эти обязанности, Антоний Онуфрий Окенцкий появился при дворе короля Станислава Августа Понятовского, при поддержке которого 14 апреля 1771 года получил сан епископ хелмского.
Во время сейма 1773—1775 годов в качестве члена сената Антоний Окенцкий выступал за поддержание территориальной целостности Речи Посполитой, а также за сохранение привилегий духовенства и католического вероисповедания. Он вошёл в состав сеймовой делегацию, которая под давлением дипломатов России, Пруссии и Австрии вынуждена была утвердить Первый раздел Речи Посполитой. Одновременно сейм назначил его председателем судебной комиссии по конфискованному имущества Ордена иезуитов. 18 сентября 1773 года участвовал в подписании договора об уступке Речью Посполитой земель, захваченных Россией, Пруссией и Австрией во время первого раздела. В том же году был награждён Орденом Святого Станислава. В 1775 году вошёл в состав Постоянного Совета. В том же году епископ познанский Анджей Станислав Млодзеёвский назначил его своим заместителем (коадъютором), одновременно он продолжил политическую карьеру.
В 1776 году был награждён Орденом Белого орла и стал членом конфедерации под руководством Анджея Мокроновского. В том же 1776 году — председатель депутации для изучения деятельности Коронной Военной Комиссии, а в 1778 году снова вошёл в состав Постоянного Совета, где руководил департаментом иностранных дел. В 1780 году после смерти Анджея Млодзеёвского был назначен епископом познанским и канцлером великим коронным.
Осуществил ряд реформ в своём новом познанском диоцезе. Реконструировал познанский собор после пожара в 1772 году и провёл реформу епархиальной администрации.
Из-за конфликта с российским послом в 1786 году Антоний Окенцкий вынужден был оставить пост канцлера великого коронного, в качестве епископа познанского по-прежнему продолжал участвовать в политической жизни республики. Был членом конфедерации Четырёхлетного Сейма (1788—1792). Во время работы Четырёхлетнего сейма принадлежал к сторонникам проведения реформ. Он тогда был председателем депутации горожан, чтобы рассмотреть запросы мещан. Большинство налоговых реформ, рассматриваемых во время заседаний сейма, были его авторства.
Фигурировал в списке депутатов и сенаторов, составленного российским послом Яковом Булгаковым в 1792 году, на который русское правительство могло бы рассчитывать во время свержения польской конституции 3 мая 1791 года. На заключительном этапе работы сейма Антоний Окенцкий поддержал Тарговицкую конфедерацию, стал консуляром генеральной коронной конфедерации и цензором вновь издаваемых книг.
Скончался в Варшаве и был похоронен в коллегиате Святого Иоанна (ныне собор).